# Ожиганов, Илья Алексеевич
Илья́ Алексе́евич Ожига́нов (1911—1984) — рядовой Советской Армии, участник Великой Отечественной войны, Герой Советского Союза (1943).

## Биография
Родился 2 августа 1911 года в деревне Бахтенки (ныне — Пижанский район Кировской области). Окончил два класса школы.
С 1935 года проживал в деревне Буланово Ирбитского района Свердловской области, работал кузнецом в колхозе. В июне 1941 года Ожиганов был призван на службу в Рабоче-крестьянскую Красную Армию. С июля 1942 года — на фронтах Великой Отечественной войны.
К сентябрю 1943 года красноармеец Илья Ожиганов был стрелком 565-го стрелкового полка 161-й стрелковой дивизии 40-й армии Воронежского фронта. Отличился во время битвы за Днепр. В ночь с 22 на 23 сентября 1943 года Ожиганов в составе передовой группы переправился через Днепр в районе села Луковица Каневского района Черкасской области Украинской ССР и принял активное участие в боях за захват и удержание плацдарма на его западном берегу, уничтожив 2 огневых точки противника.
Указом Президиума Верховного Совета СССР от 23 октября 1943 года за «успешное форсирование реки Днепр южнее Киева, прочное закрепление плацдарма на западном берегу реки Днепр и проявленные при этом отвагу и геройство» красноармеец Илья Ожиганов был удостоен высокого звания Героя Советского Союза с вручением ордена Ленина и медали «Золотая Звезда» за номером 1960.
Также награждён орденом Отечественной войны 1-й степени и рядом медалей, в том числе «За боевые заслуги» (14.06.1945), «За оборону Сталинграда» (22.12.1942), «За победу над Германией в Великой Отечественной войне 1941—1945 гг.» (09.05.1945).
В мае 1946 года демобилизован. Вернулся в Буланово. Позднее проживал в посёлке Пионерском Ирбитского района, работал в совхозе.
Умер 24 ноября 1984 года. Похоронен на Русском кладбище в городе Ирбите.

## Память
- Его имя на гранитной стелле в парке Победы в Кирове.
- Имя Героя высечено золотыми буквами в зале Славы Центрального музея Великой Отечественной войны в Парке Победы города Москвы.
- В честь Ожиганова названа улица в посёлке Пионерском[1].